# 方励之
方励之（ほう　れいし、1936年〈民国25年〉2月12日 - 2012年4月6日）は、中華人民共和国の天体物理学者、民主化運動家。

## 生涯
1936年2月12日生まれ。12歳ごろより、中国共産党の青年組織に加盟していた。
1952年、北京大学物理系学科に入学する。1955年には、中国共産党の党員になる。大学卒業後、中国科学院物理研究所に就職する。1956年、政権批判が比較的自由に行われた百家争鳴運動に共鳴し、「科学と民主主義精神」の不足を訴える内容の手紙を、中国共産党に出す。直後、「反右派闘争」により、一旦、方励之は中国共産党を除名となる。1958年、設立される中国科学技術大学の教員となる。文化大革命の際、1年ほど投獄されている。のち、名誉回復し、中国共産党の党籍を復帰する。「相對論天體物理的基本概念」（相対論天体物理の基本概念）などの学術書を出版する。1981年には、京都大学基礎物理研究所の客員研究員を4ヶ月ほど務める。
1984年9月17日、中国科学技術大学の第一副学長に就任する。就任の挨拶では、「思想の自由をこの大学の運営方針のひとつとすべく提言したい」との発言があった。1986年12月29日、安徽省合肥市の人民代表選挙で、最高得票数で、当選を果たす。中国の民主化運動指導者らしい存在として、中国共産党幹部が注目する。翌日の12月30日には、鄧小平が自ら党員除名の指示を下す。その直後の1987年1月12日、中国科学技術大学第一副学長を解任され、5日後の1月17日には、中国共産党からも除名となる。
1987年初頭の党除名後も、北京天文台の研究員としての職につく。1989年1月6日、魏京生の釈放を求める公開書簡を、鄧小平に送る。賛同者が現れることとなる。同年の、ジョージ・H・W・ブッシュ大統領の訪中返礼晩餐会にアメリカ大使館より方励之は招待されるも、中国当局により参加を阻止される。
1989年6月3日深夜から始まった六四天安門事件の一連の中国人民解放軍による学生市民への銃撃で多数死傷者がでる惨事となるが、中国当局は動乱の首謀者として方励之の拘束を図るも、方励之および彼の家族は6月5日にアメリカ大使館に保護を求め入館する。1990年6月25日、方励之は家族ともども、イギリスへの出国の許可を中国政府より得る。これはジョージ・H・W・ブッシュの特使として極秘訪中したヘンリー・キッシンジャーやブレント・スコウクロフトの交渉によるもの、もしくは日本が融資再開を持ちかけたためともされる。
ケンブリッジ大学や、アメリカのプリンストン大学を、転々したのち、1991年にアリゾナ州ツーソンにあるアリゾナ大学の教授となる。なお、ニューヨークに本部のある中国人権理事会の共同議長にも選ばれた。
2012年4月6日、ツーソンで死去。76歳であった。

## 著作
- 方励之『中国よ変われ――民主は賜わるものではない』（末吉作訳、学生社、1989年3月）
- 方励之、李淑嫺『方励之が語る宇宙のはじまり――最初に何が起こったか？』（佐藤文隆、青木薫訳、講談社 ブルーバックス、1990年3月）
- 方励之『中国の失望と希望』（末吉作訳、学生社、1990年5月）
- 方励之『中国の終末――中国共産党は死んだ』（末吉作訳、学生社、1992年5月）